# Грицик Роман Олегович
Рома́н Оле́гович Гри́цик (нар. 14 лютого 1998, Дроздовичі, Львівська область, Україна — пом. 29 вересня 2023, Донецька область, Україна) — майор Збройних сил України, заступник командира танкового батальйону 10-ої окремої гірсько-штурмової бригади, учасник російсько-української війни.Лицар ордена Богдана Хмельницького III та II ступенів.

## Життєпис
Народився 14 лютого 1998 року в селі Дроздовичі Львівської області. У 2019 році закінчив Національну академію сухопутних військ. Після закінчення академії проходив службу в 10 ОГШБр. Обіймав посаду командира танкової роти. У квітні 2022 року був призначений на посаду заступника командира танкового батальйону.

### Російсько-українська війна
З початком повномасштабного вторгнення брав активну участь в боях за Київ. Під його командуванням було знищено п'ять ворожих танків та декілька одиниць БТР. Один ворожий танк вдалося захопити. Також брав участь у боях на сході України.
Загинув 29 вересня 2023 року виконуючи бойове завдання в Донецькій області. Похований 2 жовтня на Бендюзькому кладовищі на Алеї Слави, в Червонограді. В Романа залишились батьки і сестра, а в Червонограді, де він проживав дружина Алла і син Владислав, якому було 2,5 місяці на час загибелі тата[джерело?]. 

## Нагороди
- орден Богдана Хмельницького III ступеня(11 квітня 2022) — за особисту мужність і самовіддані дії, виявлені у захисті державного суверенітету та територіальної цілісності України, вірність військовій присязі[7];
- орден Богдана Хмельницького II ступеня(16 листопада 2023,посмертно) — за особисту мужність, виявлену у захисті державного суверенітету та територіальної цілісності України, самовіддане виконання військового обов’язку[8];
- медаль «За військову службу Україні» (3 липня 2015) — за особисту мужність і самовіддані дії, виявлені у захисті державного суверенітету та територіальної цілісності України, вірність військовій присязі[9].